# پلی (شاه ایلام)
پلی اولین شاه سلسله آوان در ایلام بود؛ که حدود ۲۵۰۰ سال پیش از میلاد زندگی می‌کرد.